# Franciszków (powiat skierniewicki)
Franciszków – wieś w Polsce położona w województwie łódzkim, w powiecie skierniewickim, w gminie Kowiesy.

## Historia
W latach 1975–1998 miejscowość należała administracyjnie do województwa skierniewickiego.